# Такехара

34°20′30″ пн. ш. 132°54′25″ сх. д. / 34.34167° пн. ш. 132.90694° сх. д.
Такеха́ра (яп. 竹原市, たけはらし, МФА: [takehaɾa ɕi̥]) — місто в Японії, в префектурі Хіросіма.

## Короткі відомості

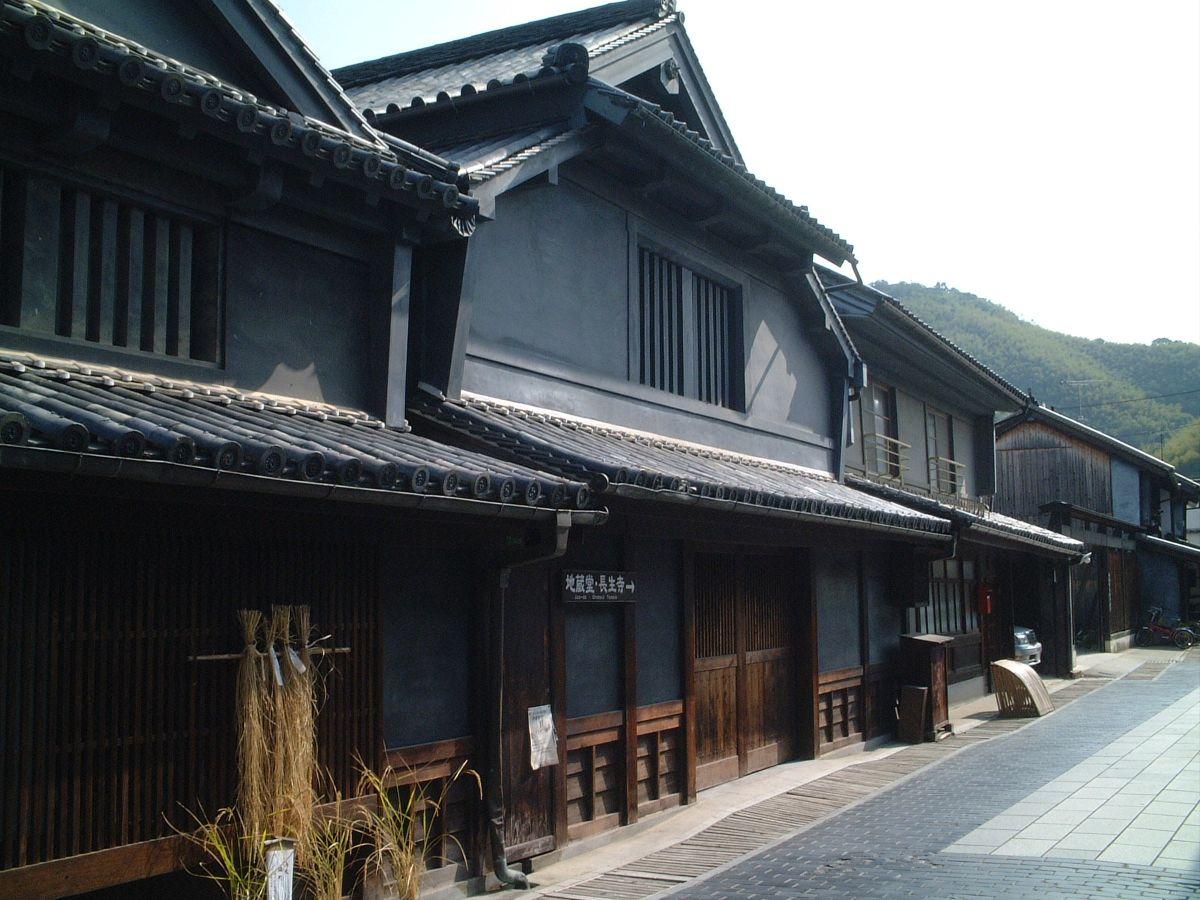
Старі вулички Такехари.

Такехара розташована у південній частині префектури Хіросіма, на узбережжі Внутрішнього Японського моря, в районі басейна річки Камо. Місто засноване 3 листопада 1958 року шляхом об'єднання 2 містечок повіту Тойота: Такехара і Таданоумі.
Через Такехару проходить лінія Куре залізниці JR, а також державні автошляхи № 2, № 185 і № 432. Міській порт має поромні сполучення з островами Осакі-Камі, Осакі-Сімо, Омі та іншими.
Центральна частина Такехари розташована в гирлі річки Камо. З 8 століття ці землі утворювали маєток Такехара, який належав кіотському синтоїстському святилищу Камо. У 17 — 19 століттях місцеве поселення називалося Сімоїті і входило до складу автономного уділу Хіросіма-хан. Прибережна зона поселення була перетворена на саліни — поля для видобутку солі з морської води. Продукція такехарських салін була одним із основних джерел поповнення ханської скарбниці. В містечках Сімоїті та Таданоумі були збудовані рисові комори хану, а також портова інфраструктура. Економічна успішність регіону сприяла розвитку наук.
Основою економіки Такехари є сільське господарство — вирощування картоплі та винограду, а також харчова промисловість, кольорова металургія, суднобудування. В місті працюють Такехарська теплоелектростанція та завод з виробництва цегли. До 1945 року на острові Окуно існувало підприємство Імперської армії з виробництва отруйних газів.
До рекреаційних місць Такехари належать розважальний парк «Bamboo enjoy highland» та гарячі джерела Юсака. Серед історичних пам'яток — старий квартал містечка Сімоїті 18 століття, садиба родини історика Рая Санйо, історико-етнографічний музей, присвячений виробництву солі, синтоїстське святилище Таданоумі-Хатіман тощо. Оскільки в місті добре збереглися будівлі попередніх епох, Такехару інколи називають «маленьким Кіото провінції Акі».
Станом на 1 жовтня 2007 площа міста становила 118,30 км². Станом на 1 червня 2011 населення міста становило 28 292 осіб.

## Уродженці
- Ікеда Хаято — прем'єр-міністр Японії, автор японського економічного дива.